# Babil Junior
Babil Junior (バビル２世?, Babiru Ni-sei) è un manga scritto e illustrato da Mitsuteru Yokoyama tra il 1971 e il 1973, dal quale sono stati tratti un anime televisivo prodotto dalla Toei Animation nel 1973, una serie OAV in 4 episodi nel 1992 e un ulteriore anime remake in 13 episodi, noto internazionalmente col titolo Babel II - Beyond Infinity, nel 2001.
Sono stati pubblicati anche un manga spin-off, dal titolo Sono na wa Wan-Zero-Wan (その名は101?) e uscito in Giappone dal 1977 al 1979, e un seguito della serie originale, intitolato Babil 2: The Returner e uscito in Giappone dal 2010 al 2017.

## Trama
Durante l'epoca babilonese un extraterrestre, Babil, venuto dallo spazio profondo, a causa di un'avaria scende sulla Terra. Decide di costruire una torre con all'interno una nuova astronave per fare ritorno a casa, ma fallisce e lascia l'eredità del suo sapere ai suoi futuri discendenti. Il discendente dell'extraterrestre è Koichi, un ragazzo che vive sulla Terra, e che conduce un'esistenza normale insieme agli zii e alla cugina Yumiko. Ma l'incontro con Rodem segna la vita del ragazzo: condotto nella base segreta scopre il suo destino e la sua missione, proteggere la terra dal signore del male Yomi.

## Personaggi

Il protagonista della serie

Koichi/Babil Junior
È il discendente di Babil e protagonista della saga. Koichi/Babil Junior è dotato di poteri paranormali, che man mano che la serie progredisce, aumentano di potenza e di numero.
Yomi
È una creatura infernale, signore del male e nemico principale di Koichi/Babil Junior.
Rodem
È uno dei collaboratori di Koichi/Babil Junior. È una pantera nera che ha la capacità di assumere le fattezze di qualunque persona e di prosciugare l'energia vitale dei nemici. A volte si trasforma in una ragazza per tenere compagnia a Babil.
Ropuros
È un enorme pterodattilo robot. Ha come arma principale delle onde ultrasoniche, che spara dalla bocca.
Poseidon
È un enorme robot, capace di nuotare sott'acqua e che ha come armi missili, che lancia dalle braccia, e raggi laser, che lancia dalle dita.
Il computer centrale
Questo enorme computer si trova all'interno della Torre di Babele. Può fare qualsiasi elaborazione di dati e protegge attraverso numerose e sofisticatissime armi e tempeste di sabbia artificiali, la sicurezza di Babil all'interno dell'antico rifugio.

## Manga

### Manga del 1971-73
L'originale Babil Junior è stato pubblicato dal 1971 al 1973 per un totale di 121 capitoli più una storia fuori serie. La serie è divisa in quattro parti; in particolare l'ultima e più breve (comprendente i capitoli da 107 a 121) venne inizialmente saltata nell'edizione in albo della serie, che si concluse dopo 11 numeri. Nel 1986 le prime tre parti vennero ristampate in 7 volumi più corposi, e ad essi se ne aggiunse un ottavo che ristampò per la prima volta la quarta parte. Nelle successive ristampe la serie uscì in 12 volumi, ovvero gli 11 originali più quello contenente la quarta parte.
In Italia il manga originale è stato pubblicato in 7 volumetti da d/visual, tra dicembre 2005 e gennaio 2009. Un ottavo volumetto contenente gli spin-off fu annunciato ma non pubblicato.

### Manga del 1977-79
Il manga Sono na wa Wan-Zero-Wan (その名は101?), uscito in Giappone dal 1977 al 1979 e poi ristampato in 5 volumi, venne previsto come conclusione definitiva del manga, che avrebbe dovuto ricollegarsi alla terza parte del fumetto originale, sostituendo la quarta di cui l'autore Yokoyama non era soddisfatto.
In Italia è inedito.

## Anime

### Serie del 1973
La serie è stata prodotta dalla Toei Animation per 39 episodi.
In Italia la serie fu trasmessa originariamente da Italia 1 tra marzo e aprile 1982 nel contenitore Bim bum bam e venne replicata su diversi altri circuiti ed emittenti locali fino a metà anni '90, e da Man-ga a partire dal 2011. Da novembre 2007 la serie è stata pubblicata in DVD da Yamato Video.
La sigla iniziale italiana Babil Junior è cantata dai Superobots.

#### Episodi
| Nº | Titolo italiano Giapponese 「Kanji」 - Rōmaji                                             | In onda           | In onda |
| Nº | Titolo italiano Giapponese 「Kanji」 - Rōmaji                                             | Giapponese        |         |
| 1  | Cinquemila anni dopo 「五千年前からの使者」 - Gosen nenmae kara no shisha                 | 1º gennaio 1973   |         |
| 2  | Il gigante di roccia 「恐怖の岩石巨人ゴーリキ」 - Kyōfu no ganseki kyojin goriki          | 8 gennaio 1973    |         |
| 3  | L'imperatore delle tenebre 「暗黒の帝王ヨミ」 - Ankoku no teiō yomi                       | 15 gennaio 1973   |         |
| 4  | Yomi, il distruttore 「三つのしもべたち」 - Mittsu no shimobetachi                        | 22 gennaio 1973   |         |
| 5  | La sconfitta di Yomi 「これがテレキネシスだ！」 - Kore ga terekineshisu da!               | 29 gennaio 1973   |         |
| 6  | Assedio alla torre 「危機一髪バビルの塔」 - Kikiippatsu Babiru no tō                      | 5 febbraio 1973   |         |
| 7  | L'impostore 「もうひとりの司令官」 - Mō hitori no shireikan                               | 12 febbraio 1973  |         |
| 8  | L'arsenale delle bombe "N" 「悪魔の秘密基地」 - Akuma no himitsukichi                     | 19 febbraio 1973  |         |
| 9  | Sfida sulle montagne rocciose 「恐怖のロッキー山脈」 - Kyōfu no rokki sanmyaku            | 26 febbraio 1973  |         |
| 10 | Baran 「必殺ロボット・バラン」 - Hissatsu robotto Baran                                   | 5 marzo 1973      |         |
| 11 | L'attacco dell'androide 「アンドロイド２段攻撃」 - Andoroido 2 dan kōgeki                 | 12 marzo 1973     |         |
| 12 | Sette robot per uccidere Babil 「ロボット電送マシンＸ１」 - Robotto densō mashin x1       | 19 marzo 1973     |         |
| 13 | Il furto del satellite 「人工衛星をとり戻せ」 - Jinkōeisei wotori modose                  | 26 marzo 1973     |         |
| 14 | Dragon contro Ropuros 「危うし!!怪鳥ロプロス」 - Abunau shi!! Kaichō Ropurosu             | 2 aprile 1973     |         |
| 15 | Follia a Notre Dame 「ノートルダム発狂事件」 - Notorudamu hakkyō jiken                    | 9 aprile 1973     |         |
| 16 | Il tesoro di Yomi 「幻の100兆円」 - Maboroshi no 100 chōen                                | 16 aprile 1973    |         |
| 17 | L'incubo del black out 「まっくらやみの挑戦」 - Makkurayami no chōsen                     | 23 aprile 1973    |         |
| 18 | Effetto mister Hide 「口笛を吹く悪魔たち」 - Kuchibue wo fuku akumatachi                  | 30 aprile 1973    |         |
| 19 | L'attacco del gorilla gigante 「マンモスゴリラの襲撃」 - Manmo sugorira no shūgeki        | 7 maggio 1973     |         |
| 20 | Minaccia dallo spazio 「戦慄の宇宙大作戦」 - Senritsu no uchū daisakusen                  | 14 maggio 1973    |         |
| 21 | Un bambino extrasensoriale 「赤ちゃんは超能力者」 - Aka-chan ha chōnōryokusha             | 21 maggio 1973    |         |
| 22 | Il granchio robot gigante 「深海のカニロボット」 - Shinkai no kanirobotto                 | 28 maggio 1973    |         |
| 23 | Un richiamo telepatico 「死霊からの招待」 - Shiryō karano shōtai                          | 4 giugno 1973     |         |
| 24 | Zoro, la grande città di ghiaccio 「永遠の都眠れるゾロウ」 - Eien no miyako nemureru Zorō | 11 giugno 1973    |         |
| 25 | L'arma invincibile 「死のＶ号作戦」 - Shino V gō sakusen                                  | 18 giugno 1973    |         |
| 26 | La rivincita di Babil Junior 「総攻撃バビル２世」 - Sōkōgeki Babiru 2-yo                  | 25 giugno 1973    |         |
| 27 | Il ritorno di Yomi 「新たなる闘い」 - Arata naru tatakai                                  | 2 luglio 1973     |         |
| 28 | Le amebe dorate 「黄金のアミーバ」 - ōgon no amiba                                        | 9 luglio 1973     |         |
| 29 | L'assassino con la chitarra 「死を呼ぶギター」 - Shi wo yobu gita                         | 16 luglio 1973    |         |
| 30 | Il misterioso Zazan 「ロボット使いの暗殺怪人」 - Robotto tsukai no ansatsu kaijin         | 23 luglio 1973    |         |
| 31 | Pegaso blu 「死霊の馬ブルーペガサス」 - Shiryō no uma burupegasasu                        | 30 luglio 1973    |         |
| 32 | Le ceneri letali 「ダスト・デビル死の灰作戦」 - Dasuto Debiru shi no hai sakusen          | 6 agosto 1973     |         |
| 33 | La strega dei pipistrelli 「どくろ魔女の恐怖」 - Dokuro majo no kyōfu                     | 13 agosto 1973    |         |
| 34 | Il mistero della nuvola 「夏に降る雪の狩人」 - Natsu ni furu yuki no kariudo              | 20 agosto 1973    |         |
| 35 | La regina assassina 「狂った女王蜂」 - Kurutta joōbachi                                   | 27 agosto 1973    |         |
| 36 | L'arma segreta di Yomi 「ヨミの秘密兵器ゴーリキ２号」 - Yomi no himitsuheiki goriki 2-gō  | 3 settembre 1973  |         |
| 37 | Il misterioso Epsylonia 「謎のイプシロン星人」 - Nazo no Ipushiron seijin                 | 10 settembre 1973 |         |
| 38 | Operazione "metropolitana" 「東京地下占領作戦」 - Tōkyō chika senryō sakusen              | 17 settembre 1973 |         |
| 39 | Babil Junior sconfigge Yomi 「必殺！バビル２世対ヨミ」 - Hissatsu! babiru 2-yo tsui yomi  | 24 settembre 1973 |         |

### OAV del 1992
In questa serie OAV, la trama e i personaggi sono fortemente rielaborati rispetto al manga e alla serie televisiva del 1973. Il character design è di Shingo Araki.

In Italia l'OAV è stato pubblicato l'11 febbraio 2004 dalla Dynit in un unico DVD, con il titolo Babil Junior - La leggenda. Dal 2013 è stato disponibile per alcuni anni in streaming gratuito su Popcorn TV.

Copertina del DVD italiano di Babil Junior: la leggenda

#### Episodi
| Nº | Titolo italiano Giapponese 「Kanji」 - Rōmaji                    | In onda    | In onda |
| Nº | Titolo italiano Giapponese 「Kanji」 - Rōmaji                    | Giapponese |         |
| 1  | II destino di Koichi 「バベルの使者」 - Baberu no shisha         | -          |         |
| 2  | Scontro psichico 「砂塵の対決」 - Sajin no taiketsu              | -          |         |
| 3  | Rosa di sangue 「光と影の間で」 - Hikato kage no kan de          | -          |         |
| 4  | Conflitto finale 「蒼き閃光のかなたへ」 - Aoki senkō nokanata he | -          |         |

### Serie del 2001
Questa serie è inedita in Italia.

#### Episodi
| Nº | Giapponese 「Kanji」 - Rōmaji - Traduzione letterale                                  | In onda          | In onda |
| Nº | Giapponese 「Kanji」 - Rōmaji - Traduzione letterale                                  | Giapponese       |         |
| 1  | 「選ばれし少年」 - Erabareshi shōnen – "It Is Made to Be Chosen, the Boy"             | 5 ottobre 2001   |         |
| 2  | 「大いなる遺産」 - Ōinaru isan – "Large Heritage"                                     | 12 ottobre 2001  |         |
| 3  | 「暴走する悪意」 - Bōsō suru akui – "Unverifiable Evil"                               | 19 ottobre 2001  |         |
| 4  | 「新たなる覚醒」 - Aratanaru kausei – "New Resurrection"                              | 26 ottobre 2001  |         |
| 5  | 「ポセイドン発動!」 - Poseidon hatsudō! – "Poséidon"                                  | 2 novembre 2001  |         |
| 6  | 「絶望の街」 - Zetsubō no machi – "The City of Despair"                               | 9 novembre 2001  |         |
| 7  | 「バベルの塔攻防戦」 - Babel no tō kōbōsen – "The Battle of the Tower of Babel"       | 16 novembre 2001 |         |
| 8  | 「激突!バビル2世対ヨミ」 - Gekitotsu! Babel nisei tai Yomi – "Yomi Counters Babel II" | 23 novembre 2001 |         |
| 9  | 「禁断の最終兵器」 - Kindan no saishūheiki – "The Prohibited Ultimate Weapon"         | 30 novembre 2001 |         |
| 10 | 「密林の悪魔」 - Mitsurin no akuma – "Devil of the Jungle"                            | 7 dicembre 2001  |         |
| 11 | 「邪神復活」 - Jashin fukkatsu – "Resurrection of the God Maudit"                     | 14 dicembre 2001 |         |
| 12 | 「崩壊!バベルの塔」 - Hōkai! Babel no tō – "The Fall of the Tower of Babel"           | 21 dicembre 2001 |         |
| 13 | 「五千年の願い」 - Gosenmen no negai – "The 5000 Years Dream"                         | 29 dicembre 2001 |         |